# Vietnam ai Giochi della XXVII Olimpiade
Il Vietnam partecipò ai Giochi della XXVII Olimpiade, svoltisi a Sydney, Australia, dal 15 settembre al 1º ottobre 2000, con una delegazione di 7 atleti impegnati in quattro discipline.